# Акомита Лејк (Њу Мексико)
Акомита Лејк (енгл. Acomita Lake) насељено је место без административног статуса у америчкој савезној држави Њу Мексико.

## Демографија
По попису из 2010. године број становника је 416, што је 104 (33,3%) становника више него 2000. године.
| Група             | 2000.    | 2010.     |
| Белци             | 2 (0,6%) | 9 (2,2%)  |
| Афроамериканци    | 0 (0,0%) | 0 (0,0%)  |
| Азијати           | 0 (0,0%) | 0 (0,0%)  |
| Хиспаноамериканци | 9 (2,9%) | 13 (3,1%) |
| Укупно            | 312      | 416       |